# Midnight on the bay
Midnight on the bay is een lied dat werd geschreven door Neil Young. Hij en Stephen Stills brachten het in 1976 als The Stills-Young Band uit op een single met Black coral op de B-kant. Daarnaast verscheen het op hun album Long may you run (1976).
De single behaalde nummer 105 in de algemene Billboard-lijst. Van het nummer verscheen in 1999 een cover op een elpee van de Red House Painters, genaamd Shanti project collection.
Het is een liefdeslied over een avondlijk moment in een baai met zeilboten, een verkoelend oceaanbriesje. Een vrouw zegt zijn naam te kennen en wil een tijdje blijven.